# ذا كيلرز
ذا كيلرز (بالإنجليزية: The Killers)‏ فرقة روك أمريكية من لاس فيغاس نيفادا اشتهروا بأغانيهم الناجحة (سم بودي تولد مي (Somebody told me)، مستر برايت سايد (Mr Brightside)، ون يو وير يونج (When we were young)، شكلت الفرقة في عام 2002، صدر الالبوم الأول (hot fuss) عام
2004، والالبوم الثاني (Sam's Town) في عام 2006 والالبوم الثالث
(Sawdust) عام 2007، وأول البومان باعوا أكثر من 11,000,000نسخة.
الجدير بالذكر أن مستر برايت سايد هي أشهر أغاني الفرقة بعد أن تخطي الفيديو الخاص بها الـ130 مليون مشاهدة علي اليوتيوب.

## وصلات خارجية
- ذا كيلرز على موقع IMDb (الإنجليزية)
- ذا كيلرز على موقع ميوزك برينز (الإنجليزية)
- ذا كيلرز على موقع رولينغ ستون (الإنجليزية)
- ذا كيلرز على موقع أول ميوزيك (الإنجليزية)
- ذا كيلرز على موقع ديسكوغز (الإنجليزية)